# Ikata kärnkraftverk
Ikata kärnkraftverk (伊方発電所 Ikata hatsudensho?) är ett kärnkraftverk i Japan. 
Kärnkraftverket ligger i staden Ikata i Nishiuwadistriktet i Ehime prefektur. Det är det enda kärnkraftverket på ön Shikoku. Det ägs och drivs av Shikoku Electric Power Company.

## Reaktorer
För att få återstarta reaktorer efter sina respektive periodvisa underhåll följande Fukushima-olyckan behöver de godkännas efter nya och strängare säkerhetsregler.
Reaktor 1 stängdes för periodvis underhåll i april 2011. Reaktorns ursprungliga tillstånd för 40 års drift skulle gå ut 2017, 2016 hade ägarna beräknat att det skulle kosta 170 miljarder yen av säkerhetsuppgraderingar för att kunna få tillståndet förlängt med ytterligare 20 år vilket inte bedömdes lönsamt och beslöt att stänga reaktorn för gått.
I mars 2018 annonserades även att den reaktor 2 stängs permanent för att säkherhetsuppgraderingar inte blir ekonomiskt bärkraftiga.
Reaktor 3 stängdes för periodvis underhåll i april 2011 och var 21 augusti 2016 den femte reaktorn i Japan att återstartas efter att ha genomgått de nya säkerhetsreglerna.
| Reaktor   | Reaktortyp | Kapacitet | Först kritisk     | Stängd      | Design                  |
| --------- | ---------- | --------- | ----------------- | ----------- | ----------------------- |
| Ikata - 1 | PWR        | 566 MW    | 30 september 1977 | 10 maj 2016 | Mitsubishi              |
| Ikata - 2 | PWR        | 566 MW    | 19 mars 1982      | 23 maj 2018 | Mitsubishi              |
| Ikata - 3 | PWR        | 890 MW    | 15 december 1994  |             | Mitsubishi/Westinghouse |

Data i tabellen från .